# 郑道济

郑道济（1907年—1988年）原名郑钦业，今山东省烟台市西沙旺村人，中国共产党领导下的第一支海军部队八路军胶东军区海军支队首任支队长。后任中华人民共和国大连港务局副局长。

## 生平
1907年，郑道济生于今山东省烟台市西沙旺村一个工人家庭。1922年至1924年，在烟台市当学徒工。1925年到1926年，考进东北海军葫芦岛航警学校学兵班学习。1928年到1929年，考进青岛崂山海军士官班学习。1929年到1931年，在“定海”军舰历任下士、中士班长。1931年到1932年，在青岛海军司令部任卫兵班长。1932年到1933年，在青岛礼贤中学及北平路小学担任军事教员。1933年到1934年，在隶属海军第三舰队的威海海军教导队担任上士班长。1934年到1937年，在威海海军教导队担任准尉中队副。1938年到1939年，任山东省政府（主席沈鸿烈）驻海阳县督察员办公室从事联络工作（督察员王进修）。1939年到1941年，在山东保安独立第七旅（驻莱阳县及海阳县，旅长姜黎川）历任团副、参谋主任、教导大队长。1941年到1942年，在蓬莱县政府担任军事教官。

### 汪精衛政權
1942年，郑道济到刘公岛加入汪精卫政权海军。1942年到1944年11月，在刘公岛上的汪精卫政权海军威海卫基地练兵营担任卫队队长区队长兼教官。

### 投效中國共產黨
1944年11月5日，郑道济、连城、毕昆山等人在刘公岛发动武装投共。随后率投共部队加入八路军。郑道济任八路军胶东军区海军支队上校支队长。1946年1月到12月，任辽南人民自卫军三纵队、安东军区副司令员。1947年，在东北军政大学学习。1948年，出任东北军政大学校务科长。1948年到1950年，历任东北航务总局港务处副处长、机务处副处长。1949年2月在沈阳的东北航务总局，经东北航务总局总局长吴志立、副总局长周村介绍，加入中国共产党，1951年2月转为正式党员。1950年到1951年，任安东港湾管局副局长。1951年到1952年，任大连港务局港务处处长。1952年到1963年，任大连港务局港务副局长。1963年到1965年，任大连港务局行政副局长；

### 文革遭迫害、後平反
1965年到1976年，先是待分配工作，后遭到批斗，住进牛棚、参加劳动改造、下放农村，并曾受到关押审察。文革结束后获得平反。1979年后，任大连港务局顾问。
1988年，郑道济病逝，享年81岁。